# Битка при Кутна Хора
Битка при Ку̀тна Хо̀ра се състои през 1421 г. между силите на хуситите на Ян Жижка и контрареформаторската армия на кръстоносеца Сигизмунд Люксембургски. След като са отблъснати пред Прага, кръстоносците подемат полева война и успяват да прихванат фургоните на Жижка близо до Кутна Хора. Хуситите са овладяли тактиката на мобилната форификация, но и тежката кавалерия на рицарите вече на два пъти се е разбивала в нея. Сигизмунд „обсажда“ хуситския табор, но Жижка успява да пробие вражеската линия отново с фургоните си, които с огнестрелна стрелба в движение отнасят тактическа победа.